# Orgelerfgoed
Onder orgelerfgoed verstaat men orgels die een aantal historische elementen bevatten. Een veelgebruikte term in deze context is 'historisch orgel'. Het specifieke aan orgelerfgoed is dat het gaat om erfgoed met een werkbare functie.

## Orgel als erfgoed
Orgels zijn complexe instrumenten waarvoor een brede expertise aan orgelbouw, -geschiedenis, materiaalkennis evenals kunsthistorische inzichten nodig is.
Gedurende eeuwen werden orgels gewaardeerd vanwege hun gebruikswaarde. Dit blijkt uit het feit dat ze onderhouden werden vanuit hun origineel concept, maar dat ze ook werden aangepast en vernieuwd. Zo werden soms nieuwere instrumenten gebouwd in een oudere orgelkast. Toch hield men vaak wel vast aan een stijlconcept. Vanaf de 19e eeuw ging de romantiek in de orgelbouw vaak ook gepaard met een industrialisering van de orgelbouw. Naast het bouwen van nieuwe instrumenten werden voor het eerst ook oude instrumenten aangepast, niet meer vanuit één stijl, maar door toevoeging van bijvoorbeeld enkele romantische toetsen.
Landen als Nederland en Duitsland hebben een sterke orgeltraditie.  Zo zijn de Duitse orgelbouw en orgelmuziek sinds 2017 door Unesco ingeschreven op de representatieve lijst van 'Immaterieel Cultureel Erfgoed van de Mensheid'.
België bleef wat achter in de herwaardering van historische orgels. De Nederlandse orgelspecialist Lambert Erné omschreef deze achterstand van waardering in 1970 als 'met geen varkenspoten te beschrijven'.  Vanaf 1970 kwam in Vlaanderen stilaan een herwaardering van het historische orgel op gang, dankzij het Vlaamse beleid (toen de Rijksdienst voor Monumenten- en Landschapszorg) waarbij aandacht ging naar het inventariseren, beschermen en opvolgen van restauratiewerken aan beschermde orgels. In 1970 werd Ghislain Potvlieghe aangeworven om de historische orgels te inventariseren. Later werden deze taken verder opgenomen door Antoon Fauconnier en Patrick Roose. In 1974 werd het eerste deel van de inventaris gepubliceerd door de net opgerichte Rijksdienst voor Monumenten en Landschappen. In de provincie Limburg nam het provinciebestuur een eigen initiatief en publiceerde in 1976 een inventaris. Een nieuw initiatief volgde in 1988 waarbij Michel Lemmens verder werkte aan het inventariseren van de belangrijkste historische orgels in Limburg.

## Orgelinventarisatie

### Orgelinventarisatie in Vlaanderen
De inventarisatie van het orgelerfgoed in Vlaanderen verscheen in de boekenreeks 'Het Historisch Orgel in Vlaanderen', die tussen 1974 en 1986 verscheen. Dankzij de inventarisatie van het Agentschap Onroerend Erfgoed van de Vlaamse Overheid is er een grote hoeveelheid informatie vrijgekomen die helaas nog niet systematisch gepubliceerd kon worden. Omdat de informatie over orgels slechts beperkt toegankelijk is, ontbreekt het bij de lokale verantwoordelijken vaak aan de kennis om een orgel behoorlijk te waarderen of een gedegen orgelbeleid te voeren. Vanaf het midden van de jaren tot 2013 werden de gegevens van orgels systematisch ontsloten via een online databank.

## Organologie
Het  organologisch onderzoek kwam op gang dankzij de inventarisatie, maar ook dankzij de verschillende orgeltijdschriften die gepubliceerd werden.

### Vlaamse orgeltijdschriften
Vooral na de Tweede Wereldoorlog zagen de Vlaamse orgeltijdschriften het levenslicht. 
- 1946-1950: De Schalmei
- 1951-1972: De Praestant
- 1973: Luister van het orgel I
- 1978-heden: Orgelkunst